# Flamborough Head (band)
Flamborough Head is een Nederlandse band, die opereert binnen het genre progressieve rock. De band werd begin jaren 90 opgericht en leverde in 1994 zijn eerste muziekalbum af. Vanaf die tijd speelt hij ook regelmatig als voorprogramma van bijvoorbeeld Kayak. Flamborough Head wordt geplaagd door veel personeelswisselingen. De albums verschijnen bij Cyclops Records, een klein Brits platenlabel gespecialiseerd in progressieve rock. De geschiedenis van de band telt tot nu toe drie perioden: voor 1999, van 1999 tot 2009 (Eddie Mulder komt en gaat) en van 2009 tot nu.
Leden van de band spelen mee of vormen Trion en Leap Day. Flamborough Head is vernoemd naar een kaap in de Noordzee.

## Bezetting
- Margriet Boomsma – Zang en fluiten
- Peter Stel – Bas en achtergrondzang
- Koen Roozen - Drums
- Edo Spanninga – Toetsen
- Hans Spitzen – Gitaar en achtergrondzang

## Discografie
Studioalbums
- 1994: Bridge to the Promised Land
- 1998: Unspoken Whisper
- 2000: Defining the legacy
- 2001: Bridge to the Promised Land (heruitgave)
- 2002: One for the crow
- 2005: Tales of Imperfection
- 2009: Looking for John Maddock
- 2013: Lost in time
- 2017: Shreds of Evidence - Obscure live tracks and other rarities
- 2017: Live at Progfarm 2006
- 2022: Jumping the milestone

Livealbums
- 2008: Live in Budapest